# Susan Saint James

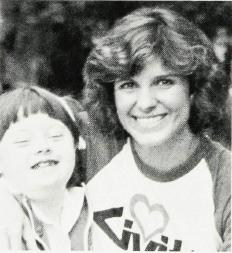
Susan Saint James (1986)

Susan Saint James (* 14. August 1946 in Los Angeles, Kalifornien als Susan Jane Miller) ist eine US-amerikanische Filmschauspielerin.

## Leben

### Kindheit und Jugend
Saint James, deren Eltern aus Connecticut stammen, wuchs in Rockford (Illinois) auf. Sie hat zwei Geschwister. Als Jugendliche besuchte sie die Woodlands Academy of the Sacred Heart, eine katholische Privatschule in Lake Forest (Illinois), wechselte jedoch später ans Connecticut College in New London (Connecticut). Obwohl sie in jungen Jahren aus der katholischen Kirche austrat, trat sie später wieder ein.

### Karriere
Bereits als Jugendliche stand sie als Model vor der Kamera und bekam unter anderem auch Aufträge aus Frankreich. Im Alter von 20 Jahren zog sie 1966 nach Kalifornien, wo sie im Filmdrama Fame Is the Name of the Game unter der Regie von Stuart Rosenberg ihr Debüt als Schauspielerin feierte. Ihren Durchbruch erzielte sie als Nebendarstellerin der kurzlebigen Fernsehserie The Name of the Game, die von 1968 bis 1971 produziert wurde. Sie wurde für drei Emmy Awards nominiert und bekam 1969 die begehrte Auszeichnung. In McMillan & Wife, einer Fernsehserie, die von 1971 bis 1976 entstand, verkörperte sie die Serienehefrau von Rock Hudson, und wurde dafür dreimal für den Golden Globe Award und ebenso oft für den Emmy nominiert. In der 8. Staffel von M.A.S.H (Folge 23 Held und Heldin), die am 3. März 1980 auf CBS ausgestrahlt wurde, hatte sie einen Gastauftritt als Kriegsberichterstatterin Aggie. Saint James’ Karriere kam ab Mitte der 1980er Jahre jedoch abrupt zum Erliegen. Zwischen 1984 und 1989 stand sie an der Seite von Jane Curtin in der Serie Kate & Allie vor der Kamera und wurde noch für zwei Emmys nominiert.

### Späteres Leben und Privatleben
Saint James zog zu Beginn der 1990er Jahre nach Connecticut, wo sie sich für Wohltätigkeitsorganisationen, darunter auch die Special Olympics engagiert. 1998 gründete sie zusammen mit ihrer Schwester Mercedes und einem Freund das Unternehmen Seedling & Pip, welches Geschenkkörbe für neugeborene Babys produziert.
Sie war bislang dreimal verheiratet. Von Juli 1967 bis Dezember 1968 war sie mit dem Drehbuchautor Richard Neubert verheiratet. Im November 1971 trat sie mit dem Maskenbildner Tom Lucas vor den Traualtar. Die beiden bekamen zwei Söhne, Harmony und Sunshine Lucas. Harmony Lucas arbeitet heute als Schauspieler und Filmproduzent. Nach der Scheidung von Lucas, im September 1977, fand Saint James im November 1981 mit dem Filmproduzenten Dick Ebersol ihr Glück. Das Paar, das bis heute verheiratet ist, bekam drei Söhne, Charles, William und Edward. Einen schweren Schicksalsschlag erlitt Saint James im November 2004, als ein Flugzeug mit ihrem Ehemann und zwei ihrer Söhne in Colorado abstürzte. Während ihr Ehemann und ihr Sohn Charles überlebten, kam ihr Sohn Edward, der erst 14 Jahre alt war, ums Leben. Ihm zu Ehren wurde ein Baseballfeld in Boston (Massachusetts) in Teddy Ebersol Field umbenannt.
Susan Saint James hat fünf Ehrendoktorate von fünf Hochschulen in Connecticut, der University of Connecticut, der University of Bridgeport, der Southern Connecticut State University, dem Albertus Magnus College und der University of New Haven.

## Filmografie (Auswahl)
- 1966: Fame Is the Name of the Game (Fernsehfilm)
- 1967: Der Gnadenlose (P.J.)
- 1967, 1968: Der Chef (Ironside, Fernsehserie, 2 Folgen)
- 1968: Wenn Engel reisen… (Where Angels Go, Trouble Follows)
- 1968: Hochzeitsnacht vor Zeugen (What’s So Bad About Feeling Good?)
- 1968: Die nackte Tote (Jigsaw)
- 1968–1970: Ihr Auftritt, Al Mundy (It Takes a Thief, Fernsehserie, 5 Folgen)
- 1968–1971: The Name of the Game (Fernsehserie, 36 Folgen)
- 1970: Eine Frau für Charley (Cockeyed Cowboys of Calico County)
- 1970: Ein Sheriff in New York (McCloud, Fernsehserie, Folge 1x05)
- 1971: Alias Smith und Jones (Alias Smith and Jones, Fernsehserie, Folge 1x01)
- 1971–1976: McMillan & Wife (Fernsehserie, 34 Folgen)
- 1977: Outlaw Blues
- 1978: Die kalte Hand des Schicksals (Desperate Women, Fernsehfilm)
- 1979: Die Mädels im Büro (The Girls in the Office, Fernsehfilm)
- 1979: Liebe auf den ersten Biss (Love at First Bite)
- 1979: S.O.S. Titanic (Fernsehfilm)
- 1980: M*A*S*H (Fernsehserie, Folge 8x23)
- 1980: Zahltag im Supermarkt (How to Beat the High Co$t of Living)
- 1981: Eine schöne Bescherung (Carbon Copy)
- 1982: Mehr als ein Olympiasieg (The Kid from Nowhere, Fernsehfilm)
- 1982: Don’t Cry, It’s Only Thunder
- 1984–1989: Kate & Allie (Fernsehserie, 122 Folgen)
- 1989: Die Tattingers (Tattingers, Fernsehserie, Folge 1x08)
- 1996: Drew Carey Show (The Drew Carey Show, Fernsehserie, Folge 1x20)
- 2006: Law & Order: Special Victims Unit (Fernsehserie, Folge 7x16)
- 2011: Suits (Fernsehserie, Folge 1x05)
- 2020: Spuk in Bly Manor (The Haunting of Bly Manor, Miniserie)
- 2020–2022: Upload (Fernsehserie, 3 Folgen)

## Auszeichnungen (Auszug)
- 1972, 1973, 1974: drei Golden-Globe-Award-Nominierungen
- 1969, 1970–1973, 1975, 1984, 1985: acht Emmy-Award-Nominierungen (davon einmal ausgezeichnet)
- 2008: Stern am Hollywood Walk of Fame